# كايل ريس
كايل ريسي (بالإنجليزية: Kyle Reese)‏ هو شخصية خيالية في فيلم ذا ترمنايتور مثل به الممثل المعروف مايكل بين.

## ذا ترمنايتور
أرسل جون كونور للجندي كايل ريسي لجهاز تغيير الزمن، فبدأ يبحث عن سارة كونور لحمايتها، والسايبورغ (أرنولد شوارزنيجر) يبحث عن سارة كونور لقتلها تنفيذا لأوامر من الأليين، لأن قتل سارة كونور سيقضي جون كونور في الوجود حسب تعبير الفيلم، فنجح كايل ريسي لحماية سارة كونور، وبدأ معها قصة الحب، ليصبح أب لجون كونور، ولكن بعد أن قتل كايل ريسي، وتخلصت من السايبورغ، أصبحت حامل بانتظار انجاب ابن لها وذهبت في مكان بعيد .

## وصلات خارجية
- كايل ريس في قاعدة بيانات الأفلام على الإنترنت